# Obbi
Obbi (łac. Diocesis Obbitanus) – stolica historycznej diecezji we Cesarstwie rzymskim w prowincji Mauretania Cezarensis, zlikwidowana w VII w. podczas ekspansji islamskiej, współcześnie w północnej Algierii. Obecnie katolickie biskupstwo tytularne. 

## Biskupi tytularni
| Lp. | Biskup                 | Funkcja                                 | Od                   | Do              |
| --- | ---------------------- | --------------------------------------- | -------------------- | --------------- |
| 1   | Manuel Ferreira Cabral | biskup pomocniczy Bragi (Portugalia)    | 16 stycznia 1965     | 3 lipca 1967    |
| 2   | Franz von Streng       | emerytowany biskup Bazylei (Szwajcaria) | 3 listopada 1967     | 7 sierpnia 1970 |
| 3   | Henri Derouet          | biskup koadiutor Sées (Francja)         | 21 października 1970 | 24 lipca 1971   |
| 4   | Guy Herbulot           | biskup pomocniczy Reims (Francja)       | 20 czerwca 1974      | 12 maja 1978    |
| 5   | Bede Heather           | biskup pomocniczy Sydney (Australia)    | 30 czerwca 1979      | 8 kwietnia 1986 |
| 6   | Albert Rouet           | biskup pomocniczy Paryża (Francja)      | 21 czerwca 1986      | 16 grudnia 1993 |
| 7   | Adriano Tomasi         | biskup pomocniczy Limy (Peru)           | 16 lutego 2002       |                 |